# Plataforma digital
Una plataforma digital és un lloc d'Internet que serveix per emmagatzemar diferents tipus d'informació tant personal com a nivell de negocis. Aquestes plataformes funcionen amb determinats tipus de sistemes operatius i executen programes o aplicacions amb diferents continguts, com poden ser jocs, imatges, text, càlculs, simulacions i vídeo, entre d'altres.
Les plataformes digitals també es poden concebre com a sistemes que poden ser programats i personalitzats per desenvolupadors externs, com els usuaris, i d'aquesta forma pot ser adaptat a innombrables necessitats i assumptes que ni tan sols els creadors de la plataforma original havien previst.

## Inicis
Les plataformes digitals s'han posicionat en l'àmbit virtual a través de l'inici de la Web 2.0, que va definir noves alternatives sobre l'ús de la plataforma web per a treball col·laboratiu. Mitjançant la nova interacció entre usuaris i els sistemes virtuals, s'han difuminat les plataformes digitals donant origen a la diversitat de llocs web que suporta aquesta línia de treball virtual. 
És important tenir en compte que mitjançant les plataformes digitals, independentment de l'enfocament de cadascuna d'elles, és possible gestionar continguts i realitzar una gran varietat d'activitats a través dels portals web. D'aquesta manera ha anat prenent força aquest tipus d'aplicacions i actualment encara es troba en continu desenvolupament.

## Característiques
Les plataformes digitals aspiren a posicionar la web com a principal canal per adquirir continguts. Entre les seves característiques destaquen:
- Són creadores de continguts i serveis: reuneixen a diferents proveïdors, aplicacions, serveis, continguts i desenvolupadors. El seu valor creix en la mesura que augmenta l'oferta, tant en quantitat com en qualitat.
- Poden ser obertes o tancades. Apple és la dominadora entre les plataformes tancades o propietàries, mentre Android o diverses companyies de telecomunicacions aspiren a crear plataformes obertes amb diferents graus de control sobre els desenvolupaments de tercers).
- Ofereixen un accés preferent a continguts premium. És a dir, amb major qualitat de continguts, amplada de banda, resolució, interfície, etc.
- Són multi suport i multicanal. Permet l'accés a través de web, mòbils, videoconsoles, televisions connectades a Internet, etc.
- Donen més control dels continguts i dels seus drets de propietat intel·lectual i ús als proveïdors, a més de reunir més dades dels clients i són gestores de l'usuari final.
- Negoci de pagament per accés o cobrament per continguts: conviuen diversos models de negoci amb pagament per continguts, subscripcions d'accés, micropagaments, llicències per continguts associats a equips i suports, etc.
- Permeten l'accés a paquets de continguts o serveis: cap plataforma s'acontenta amb una única oferta, els continguts es rendibilitzen en paquets (com la televisió de pagament), com també els serveis (els paquets d'internet, fix, mòbil i TV de pagament de les operadores de telecomunicacions).[cal citació]

## Avantatges i inconvenients de les plataformes digitals

### Avantatges
- Autonomia de publicació i producció a la xarxa de recursos i continguts per part dels participants.
- Permeten allotjar informació perquè els altres usuaris les obtinguin.
- Accedir a diferents tipus d'informació mitjançant un login.
- Interfícies de connexió amb diversos usuaris.
- Facilitat als usuaris d'incoprorar-se en l'anomenat Teletreball.
- Utilització des de qualsevol part del món.

### Desavantatges
Tots els processos acadèmics, requereixen un autoaprenentatge continu, per tant l'única desavantatge palpable, és el desconeixement de les eines del seu funcionament.
A més també podem considerar que alguns dels seus desavantatges són:
- La lenta velocitat de càrrega per a la transmissió de dades.
- No-interacció directa amb un usuari.
- Poca privacitat amb els nostres arxius.

## Diferents comercialitzacions dins d'una plataforma
Cada proveïdor determina el seu model de negoci dins de la plataforma, des de l'oferta gratuïta, de pagament una única vegada. L'accés als continguts a través de plataformes tecnològiques o de xarxes socials són els nous models que s'obren pas per al futur. En ells, la web perd la centralitat de la qual ha gaudit en els últims anys i s'usa la infraestructura d'Internet per construir xarxes intel·ligents on la neutralitat de la xarxa se substitueix per una major oferta, més transparent, amb diferents preus d'accés en funció dels continguts i serveis contractats.
S'avança de la Internet oberta i gratuïta dels últims anys a un model de plataformes a la recerca d'augmentar el negoci digital per a operadores, fabricants, grans d'Internet i mitjans.

## Tipus de plataformes digitals

### Plataformes educatives
És una eina que ens permet oferir interacció entre un o diversos usuaris amb fins educatius recolzant-se en tècniques pedagògiques i multimèdia, entre moltes altres.
Aquestes eines poden ser desenvolupaments de programari, orientats a la mesura d'institucions d'educació, o poden ser components de maquinari o la combinació de les dues.
Amb la integració de la tecnologia la nostra forma de vida, cal plantejar noves formes d'interacció entre personal docents i alumnes. Però és tasca d'importància prioritària que els professors plasmin el contingut de forma eficaç, gestionant activitats d'aprenentatge que incloguin els mètodes clàssics amb l'avantatge de les aplicacions de la Informàtica.
Aquestes plataformes brinden la capacitat d'interactuar amb un o diversos usuaris amb fins pedagògics. A més, es considera un procés que contribueix a l'evolució dels processos d'aprenentatge i ensenyament, que complementa o presenta alternatives en els processos de l'educació tradicional. Dins de la gamma de plataformes educatives, les més conegudes són:
- Moodle
- Blackboard

### Plataformes socials i de publicació
Les plataformes socials són llocs web que serveixen per emmagatzemar diversos tipus d'informació relacionades amb les interaccions socials dels usuaris. A més, són xarxes socials que faciliten el contacte amb amics familiars i altres.Aquestes plataformes funcionen amb determinats tipus de sistemes operatius i executen programes i aplicacions amb contingut molt ampli, (imatges, text, audiovisuals, càlculs, etc).

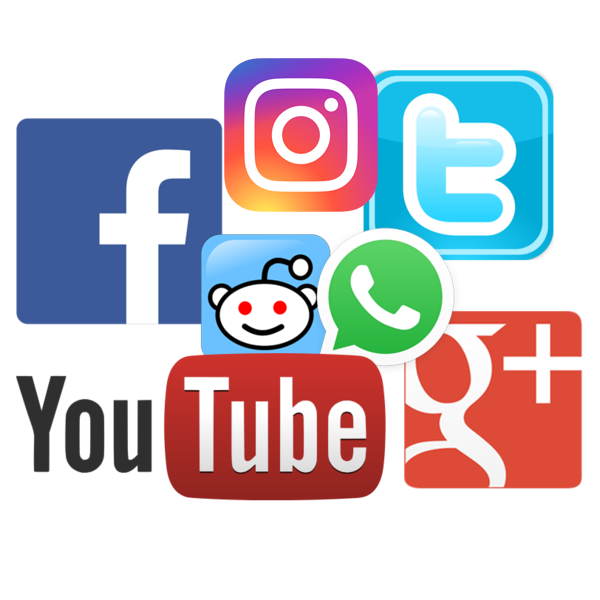
Principals xarxes socials.

Com a exemples importants de plataformes digitals de tipus social en l'actualitat podem destacar en el camp de les xarxes socials:
- Facebook
- Twitter
- Instagram
- Tuenti

Algunes plataformes de contingut audiovisual són:
- Youtube
- Vimeo
- Flickr
- Tumblr